# 阿爾德勒
阿爾德勒（英語：Barnhill）是位於蘇格蘭邓迪西北部的地方，這裡以前屬唐菲爾德哥爾夫球會的土地。1960年代，這區完成了房屋計劃，包括六棟17層高的房屋，於是居民開始搬進這區居住，至1980年代這區人口開始減少。這些房屋在1993年至2007年間拆除，取而代之是新的重建計劃並在2011年完成。